# Gaetano Troina
Gaetano Troina, né le 14 février 1987 à Borgo Maggiore, est un avocat et homme politique saint-marinais, secrétaire général du parti politique Domani Motus Liberi (en), membre du Grand Conseil général et capitaine-régent du 1er octobre 2023 au 1er avril 2024 avec Filippo Tamagnini.

## Biographie
Gaetano Troina étudie le droit à l'université de Bologne et devient avocat et notaire. Le 28 avril 2018, il est l'un des membres fondateurs du parti Domani Motus Liberi, présenté à la presse le 26 juin suivant. Candidat aux élections législatives du 8 décembre 2019, il est élu député au Grand Conseil général. En septembre 2023, il est désigné par son parti comme capitaine-régent, pour la période du 1er octobre 2023 au 1er avril 2024, en tandem avec Filippo Tamagnini.